# Ambloplites ariommus
Az Ambloplites ariommus a sugarasúszójú halak (Actinopterygii) osztályának sügéralakúak (Perciformes) rendjébe, ezen belül a díszsügérfélék (Centrarchidae) családjába tartozó faj.

## Előfordulása
Az Ambloplites ariommus előfordulási területe Észak-Amerikában van. A következő államok vizeiben található meg: Arkansas, Georgia, Louisiana és Missouri.

## Megjelenése
Eddig a legnagyobb kifogott egyede 30,5 centiméteres és 820 grammos volt.

## Életmódja
Mérsékelt övi és szubtrópusi, édesvízi halfaj, amely a mederfenék közelében él. Az olyan kavicsos, homokos és iszapos medreket keresi, ahol bőven található vízinövényzet. Kisebb halakkal, rákokkal, rovarokkal és azok lárváival táplálkozik.

## Képek

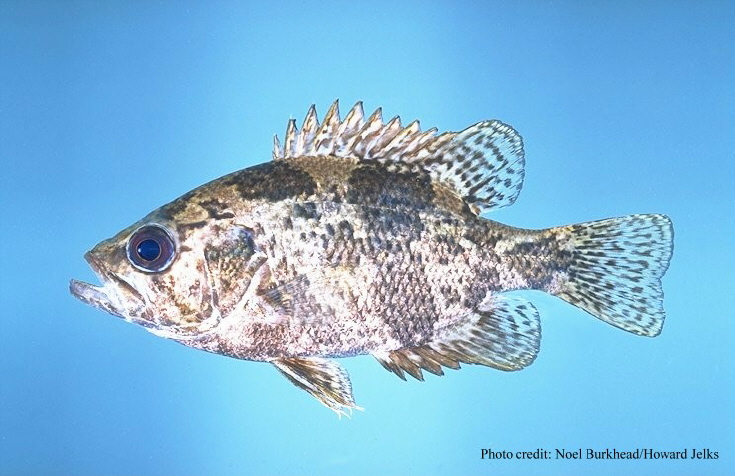